# ماریا پدراسا
ماریا پدراسا موریّـو (اسپانیایی: María Pedraza Morillo‎؛ زادهٔ ۲۶ ژانویهٔ ۱۹۹۶) بازیگر، مدل و هنرمند رقص اهل اسپانیا است که بابت نقش‌آفرینی‌هایش در دو سریال خانه کاغذی و الیت به شهرت بین‌المللی رسید.

## زندگی حرفه‌ای
وی را کارگردان اسپانیایی استبان کرسپو از طریق صفحهٔ اینستاگرامی‌اش کشف کرد و از او دعوت کرد برای ایفای یکی از نقش‌های فیلم عشق ورزیدن تست بازیگری بدهد. ماریا موفق شد پس از این آزمون، نقش «لائورا» را در این فیلم به‌دست‌آورد و در کنار هنرمندانی چون پل مونن، ناتالیا تنا، گوستاوو سالمرون و ناچو فرسندا به ایفای نقش بپردازد.
دومین نقش او در مقام یک بازیگر، ایفای نقش «آلیسون پارکر» دختر سفیر انگلستان در اسپانیا در سریال تلویزیونی خانه کاغذی بود. این مجموعهٔ تلویزیونی را شرکت اسپانیایی آترسمدیا تهیه کرده بود اما پس خرید آن توسط نتفلیکس ماریا پدراسا شهرت کشوری و بین‌المللی یافت. در اوایل سال ۲۰۱۸ میلادی دومین همکاری او با شرکت نتفلیکس در سریال اسپانیایی الیت اعلام شد و او با میگل اران و خائیمه لورنته در آن همبازی شد.

## فیلم‌شناسی

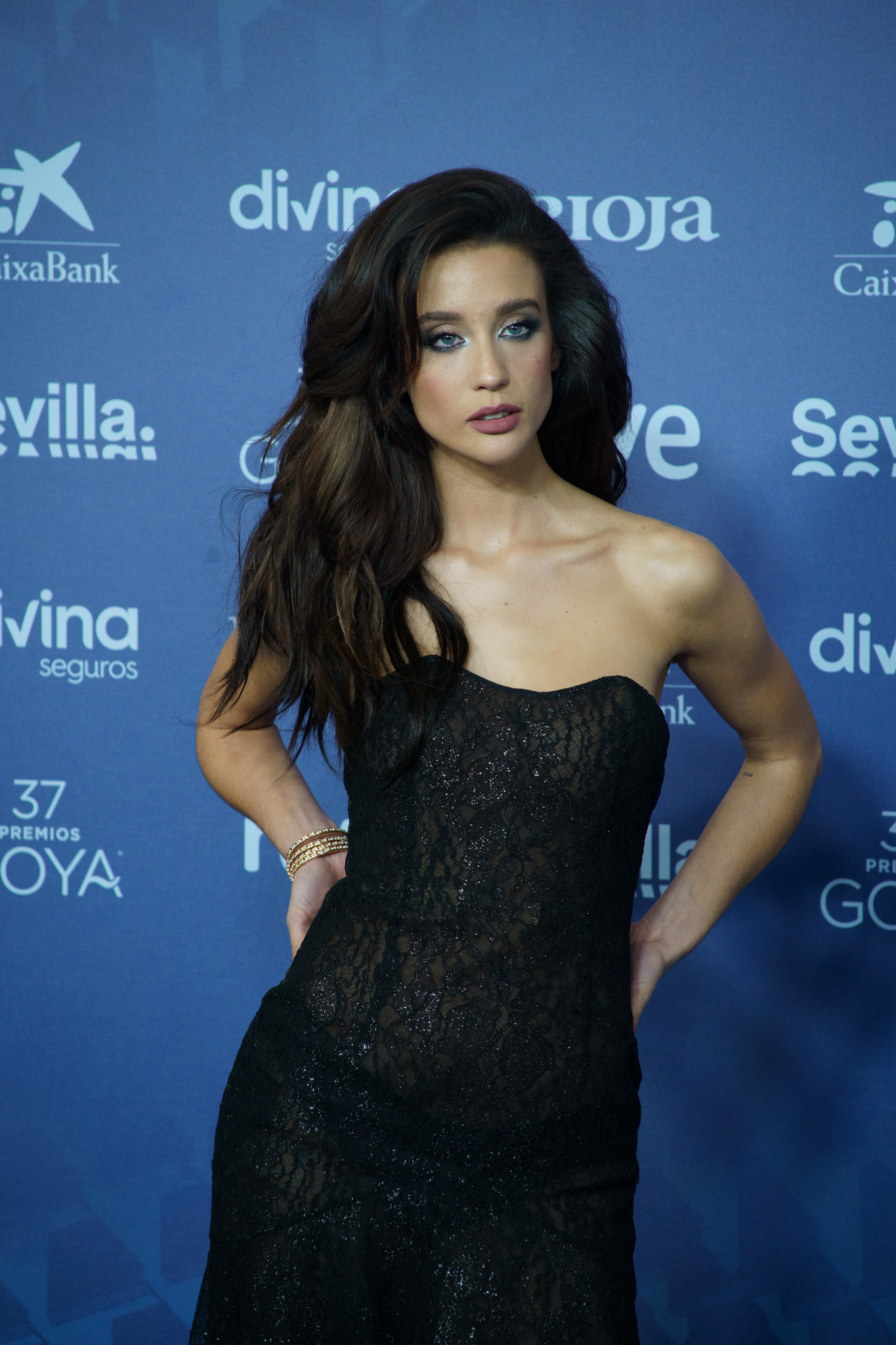
ماریا پدراسا در سی و هفتمین دورهٔ مراسم جوایز گویا در سال ۲۰۲۳

### سینما
| سال  | فیلم                                       | شخصیت              | کارگردان               | توضیح         |
| ---- | ------------------------------------------ | ------------------ | ---------------------- | ------------- |
| ۲۰۱۷ | عشق ورزیدن                                 | لائورا             | استبان کرسپو           | [ ۹ ]         |
| ۲۰۱۹ | چه کسی را با خود به یک جزیره متروک می‌برید؟ | مارتا گارنیکا      | خوتا لینارِس            | [ ۱۰ ]        |
| ۲۰۱۹ | بدو                                        | رقاص               | سرخیو آبویا            | فیلم کوتاه    |
| ۲۰۲۱ | تابستانی که گذراندیم                       | آدلا ایبانیِس       | کارلوس سِـدِس            | [ ۱۱ ]        |
| ۲۰۲۱ | راهنمای عشق چندنفره برای مبتدیان           | آماندا             | فرناندو کلومو          | [ ۱۲ ]        |
| ۲۰۲۱ | خود                                        | پالوما / گولیادکین | آلفونسو کورتس کاوانیاس | [ ۱۳ ] [ ۱۴ ] |
| ۲۰۲۲ | رقص بر آبگینه                              | ایرنه              | خوتا لینارِس            | [ ۱۵ ]        |
| ۲۰۲۳ | آگاهی                                      | اِسـتِر              | دانیل بنمایور          | [ ۱۶ ] [ ۱۷ ] |
| ۲۰۲۴ | نامه                                       | لتیسیا             | دانیل کالپارسورو       | [ ۱۸ ]        |

### تلویزیون
| سال        | عنوان                                | شخصیت                                      | شبکهٔ تلویزیونی           | توضیح        | منبع   |
| ---------- | ------------------------------------ | ------------------------------------------ | ------------------------ | ------------ | ------ |
| ۲۰۱۷       | اگر تو بودی                          | آلبا روئیس آلونسو / کریستینا "کریس" رومِـرو | پلیز                     | قسمت هشتم    |        |
| ۲۰۱۷       | خانه کاغذی                           | آلیسون پارکر                               | آنتنا ۳                  | قسمت پانزدهم |        |
| ۲۰۱۸       | الیت                                 | مارینا نونی‌یر اوسونا                       | نتفلیکس                  | قسمت هشتم    |        |
| ۲۰۱۹–اکنون | توی بوی                              | تریانا مارین                               | آترس‌پلیر پریمیوم/نتفلیکس |              |        |
| ۲۰۲۴       | حمله به بانک مرکزی (بانک تحت محاصره) | مائیدر گارمِندیا                            | نتفلیکس                  |              | [ ۱۹ ] |